# Lutz Koch (Paläontologe)
Lutz Koch (* 1941) ist ein deutscher Lehrer, Fossiliensammler und Paläontologe.

## Werdegang
Koch war Rektor einer Schule in Wetter an der Ruhr.
Er sammelte insbesondere im rechtsrheinischen Schiefergebirge und in Dänemark und ist besonders für den Fund des ältesten Geißelskorpions der Welt aus dem  Karbon der Ziegeleigrube Vorhalle bekannt, den er 1983 mit Carsten Brauckmann veröffentlichte.
Koch publizierte ca. 100 wissenschaftliche und populärwissenschaftliche Arbeiten, u. a. auch über die Kluterthöhle. 
An der Erstbeschreibung von 15 Arten war er beteiligt; vier Arten wurden ihm zu Ehren benannt:  das Insekt Kochopteron hoffmannorum Brauckmann 1984, der Ostrakode Conchoprimitiella lukochi Schallreuter 1996 und die Gastropoden Praeturbonitella kochi Heidelberger 2005 und Mourlonia kochi Heidelberger 2008.
2002 erhielt er die Abraham-Gottlob-Werner-Medaille der DGG für paläontologische Forschung im Ordovizium des Rheinischen Schiefergebirges und im Jahr 2015 den Mary Anning Award der Palaeontological Association London.

## Schriften (Auswahl)
- mit C. Brauckmann: Prothelyponus naufragus n. sp., ein neuer Geißelskorpion [Arachnida: Thelyphonida: Thelyphonidae] aus dem Namurium (unteres Ober-Karbon) von West-Deutschland. – Entomologia Generalis, 9, 1983, S. 63–73; Stuttgart.
- mit C. Brauckmann, M. Kemper: Spinnentiere (Arachnida) und Insekten aus den Vorhalle-Schichten (Namurium B, Ober-Karbon) von Hagen-Vorhalle (West-Deutschland), Geologie und Paläontologie in Westfalen, 3, 1985, S. 1–132.
- mit U. Lemke, C. Brauckmann: Vom Ordovizium bis zum Devon. Die fossile Welt des Ebbe-Gebirges, Hagen 1990
- Die Ziegeleigruben im flözleeren Namur des Ruhrkarbon,  in Werner K. Weidert, Klassische Fundstellen der Paläontologie, Band 1, Goldschneck Verlag 1988[3]
- Das Prädevon des Ebbe-Sattels,  in Werner K. Weidert, Klassische Fundstellen der Paläontologie, Band 3, Goldschneck Verlag 1995
- Der Schwelmer Kalk, in: Werner K. Weidert, Klassische Fundstellen der Paläontologie, Band 2, Goldschneck Verlag 1990
- Aus Devon, Karbon und Kreide: die fossile Welt des nordwestlichen Sauerlands, Hagen: v. d. Linnepe 1984
- Herausgeber: Das Klutert-Buch. Altes und Neues über einen der höhlenreichsten Berge Deutschlands, Hagen, 1992
- Herausgeber: Fossilien aus dem Schwelmer Kalk, Gelsenkirchen 1995
- Die Familie Cyclopygidae (Trilobita) im Ordovizium des Ebbe-Sattels und Remscheider Sattels (Rheinisches Schiefergebirge, Deutschland), Neues Jahrbuch für Geologie und Paläontologie, Abhandlungen 213(3),1999, S. 375–341
- Corrugatagnostus (Metagnostidae, Trilobita) aus dem Ordovizium des Ebbe-Sattels (Rheinisches Schiefergebirge, Deutschland), Geologica et Palaeontologica, 33, 1999, S. 9–19
- mit D. Heidelberger: Gastropoda from the Givetian "Massenkalk" of Schwelm and Hohenlimburg (Sauerland, Rheinisches Schiefergebirge, Germany), Geologica et Palaeontologica, Sonderband 4, 2005, S. 1–107
- mit M. Sachse, S. Voigt:  Durch Steine und Pflanzen lernen. Der Zuckerberg in Ennepetal als außerschulischer Lernort. – Beiträge zur Heimatkunde der Stadt Schwelm und ihrer Umgebung, 1. Sonderheft, 2007
- mit U. Lemke, L. Schöllmann: Neue Trilobiten-Funde aus dem Ordovizium des Ebbe-Sattels (Rheinisches Schiefergebirge, Deutschland), Geologie und Paläontologie in Westfalen; H. 80, 2011
- mit R. Schallreuter: Ostrakoden aus dem Ordovizium des Ebbe-Sattels (Rheinisches Schiefergebirge, Westfalen, Deutschland), Geologie und Paläontologie in Westfalen; H. 80, 2011
- mit T. Servais, J. Maletz, J. T.R.A. Vandenbroucke, J. Verniers, J.: The  Ordovician of the Ebbe Inlier (Rhenish Massif, western Germany) revisited. – Geologiska Föreningen - GFF H.136(1); Uppsala 2014
- mit  J. Schuster, T. Kordges, M. Bußmann, M., A. Kronshage: Vorkommen der beiden Quelljungfer-Arten Cordulegaster bidentata und Cordulegaster boltonii (Odonata: Cordulegastridae) im Ennepe-Ruhr-Kreis (NRW). – Jahresberichte des Naturwissenschaftlichen Vereins Wuppertal, H. 63; Wuppertal 2014
- mit  M. Basse, U. Lemke: Torleyiscutellum herwigorum n. gen., n. sp. (Trilobita)from the Upper Honsel Beds of the north-western Sauerland (Lower Givetian, Rhenohercyian Zone), with a contribution to the scutelluid systematic. – Neues Jahrbuch für Geologie und Paläontologie, Abhandlungen, H. 281(1); Stuttgart 2016
- mit R. Joest: Zur Evolution der Libellen – fossile Funde aus Nordrhein-Westfalen.– in: AK Libellen NRW (Hrsg.): Die Libellen Nordrhein-Westfalens. Verbreitungsatlas; LWL-Museum für Naturkunde Münster 2016
- mit R. Goßmann (2016): Neubearbeitung einer fossilen Florula aus unterdevonischen Schichten (Siegenium) vom Böllenberg bei Herscheid (Ebbe-Sattel, Nordrhein-Westfalen). – Dortmunder Beiträge zur Landeskunde, naturwissenschaftliche Mitteilungen, H. 47; Dortmund 2016
- mit C. Brauckmann: Ein Eurypteriden-Rest aus dem Ober-Karbon von Wulfen (Ruhrgebiet, Deutschland), mit einer Zusammenstellung der Eurypteriden aus dem Ruhr-Karbon. – Dortmunder Beiträge zur Landeskunde, naturwissenschaftliche Mitteilungen, H. 47; Dortmund 2016
- mit  M. Basse: Die Trilobiten Dechenella und Teichertops in den Oberen Honsel-Schichten (Unter-Givetium) von Ennepetal (Nordrhein-Westfalen). – Jahresberichte des Naturwissenschaftlichen Vereins Wuppertal, H. 64; Wuppertal 2017
- mit S. Voigt, C. Brauckmann: Nautiliden aus der Kluterthöhle (Ennepetal, Nordrhein-Westfalen), aus benachbarten Höhlen und weiteren Fundorten in Oberen Honsel - Schichten (Unter-Givetium). – Geologie und Paläontologie in Westfalen, H. 90; Münster 2018
- mit S. Voigt, C. Brauckmann, E. Gröning, E.: Nautiliden-Funde aus der Kluterthöhle und der Heilenbecker Höhle (Ennepetal, Nordrhein-Westfalen) mit einem Beitrag zum Lebensraum der Nautiliden in den Korallen-Stromatoporen-Riffen der Oberen Honsel-Schichten (Unter-Givetium). – Dortmunder Beiträge zur Landeskunde, naturwissenschaftliche Mitteilungen, H. 48; Dortmund 2018